# جائحة فيروس كورونا في لويزيانا 2020
أُعلنت أول إصابة مفترضة تتعلق بجائحة كوفيد-19 في ولاية لويزيانا في التاسع من مارس 2020، وازداد تفشي المرض سريعًا منذ تأكيد أول إصابة مقارنةً مع الولايات والدول الأخرى. ثبتت إصابة 34,709 أشخاص في لويزيانا في 18 مايو 2020، من بينهم 2,440 حالة وفاة.
ظهرت حالات مؤكدة في جميع أبرشيات ولاية أورلينز التي يبلغ عددها 64، لكن أغلب الحالات الإيجابية والوفيات كانت من نصيب مدينة نيو أورلينز، ونتيجة ذلك، أغلق المحافظ جون بيل إدواردز جميع مدارس الولاية في 16 مارس 2020، وقيد معظم الأعمال، فاقتصرت على وجبات السفر وتوصيل الطعام، بالإضافة إلى تأجيل الانتخابات الرئاسية التمهيدية وتحديد التجمعات الكبيرة.
في 23 مارس، أصدر إدواردز أمر البقاء في المنزل على مستوى الولاية للحثّ على التباعد الاجتماعي، وأعلن الرئيس دونالد ترامب عن حدوث كارثة خطيرة، وهكذا تكون لويزيانا رابع ولاية يصدر بحقها إعلان مماثل.
ربما يعود الانتشار السريع لمرض كوفيد-19 في لويزيانا في أواخر فبراير 2020 إلى احتفالات ماردي جرا التي أُقيمت في نيو أورلينز والمنطقة المحيطة بها، والتي شارك فيها أكثر من مليون شخص.
في 30 مارس، ظهرت مجموعات متعددة من الحالات المؤكدة في دور التمريض في جميع أنحاء جنوب لويزيانا، بما في ذلك فاشية في دار لامبيث هاوس للمسنين في نيو أورلينز أصابت أكثر من خمسين وقتلت أكثر من 13 مسنًا مقيمًا فيها.
ومع زيادة قدرة الولاية على إجراء الاختبار، قدرت دراسة أُجريت في جامعة لويزيانا في لافاييت أنّ معدل انتشار الجائحة في هذه الولاية كان من أعلى المعدلات في العالم، ما أثار مخاوفَ شديدةً بشأن قدرة الولاية على الرعاية الصحية للمرضى.
في 24 مارس، كانت 29% فقط من الأسرّة في وحدة العناية المركزة على مستوى الولاية شاغرةً، وبناءً عليه أعلن إدواردز أن المرضى المصابين بالفيروس سيملؤون المستشفيات في نيو أورلينز بحلول الرابع من أبريل.

## خلفية
في 12 يناير 2020، أكدت منظمة الصحة العالمية عن ظهور فيروس كورونا المستجد كسبب للمرض التنفسي الذي أصاب مجموعة من الأشخاص في مدينة ووهان، مقاطعة خوبي، الصين، إذ أُبلغ عنهم إلى منظمة الصحة العالمية في 31 ديسمبر 2019. كانت نسبة الوفيات بين الحالات المُشخصة بكوفيد-19 أقل بكثير من جائحة فيروس سارس في عام 2003، لكن انتقال العدوى كان أكبر، والوفيات أيضًا.

## التسلسل الزمني

### مارس

#### 9-10 مارس
أُبلغ عن أول إصابة مفترضة بفيروس كورونا ضمن مدينة نيو أورلينز في التاسع من مارس، وكان المريض محاربًا قديمًا مقيمًا في مقاطعة جيفرسون، وأكّد مسؤولو الولاية في العاشر من مارس ظهور حالتين جديدتين أيضًا في منطقة نيو أورلينز، ما يرفع إجمالي الإصابات في الولاية إلى ثلاث، إضافةً إلى وجود ثلاث حالات مفترضة أخرى أُرسلت إلى مراكز السيطرة على الأمراض والوقاية منها لتأكيدها، وأعلن العمدة لاتويا كانتريل مع مسؤولين آخرين في المدينة إلغاء مواكب نهاية الأسبوع كإجراء احترازي.

#### 11-13 مارس
ارتفع العدد الإجمالي للمصابين في 11 مارس إلى 13 حالة، مع الإبلاغ عن ظهور عشرة حالات إيجابية جديدة مفترضة في ست أبرشيات، وظهرت أول حالة خارج مدينة أورلينز وضمن أبرشيات النهر.
في 12 مارس، أعلنت جامعة ولاية جرامبلنج عن تقييد السفر لمنع انتشار فيروس كورونا.
في 13 مارس، أصدر المحافظ إدواردز أمرًا بحظر التجمعات التي تضم أكثر من 250 شخصًا، وإغلاق جميع المدارس الحكومية من المرحلة التمهيدية حتى الصف الثاني عشر ابتداءً من 16 مارس إلى 13 أبريل بسبب ارتفاع عدد الإصابات إلى 36 حالة. أعلن رئيس أساقفة أبرشية نيو أورلينز الرومانية الكاثوليكية غريغوري آيموند عن إغلاق جميع المدارس الكاثوليكية بدءًا من 16 مارس إلى 13 أبريل بعد قرار المحافظ جون بيل إدواردز بإغلاق المدارس الحكومية في لويزيانا، وأعلن بالإضافة إلى ذلك عن إعفاء الجميع من الالتزام بحضور القداس لغاية 13 أبريل، لكن الأمر لم يصل إلى حد تعليق القداسات العامة.

#### 14-16 مارس
في بداية الرابع عشر من مارس، أعلنت وزارة الصحة في لويزيانا عن ارتفاع عدد الحالات إلى 51، وفي مساء ذات اليوم، ارتفع العدد مجددًا إلى 77 مع الإبلاغ عن أول حالة وفاة في الولاية. شملت الحصيلة حالةً واحدةً تلقى فيها المريض علاجه في لويزيانا رغم أنه يعيش خارج الولاية.
في صباح الخامس عشر من مارس، أعلن المحافظ جون بيل إدواردز عن تأكيد إصابة 14 حالة إضافية في لويزيانا، إضافةً إلى الوفاة الثانية في الولاية، والمتوفي رجل عمره 53 سنةً من مدينة نيو أورلينز كان يعاني من حالات مرضية كامنة. رفع هذا محصلة الحالات إلى 91. أُكدت إصابة 12 حالةً أخرى لاحقًا في مساء ذاك اليوم، ما رفع المجموع إلى 103.
في صباح 16 مارس، أكدت وزارة الصحة في لويزيانا إصابة 11 حالة جديدة بمرض كوفيد-19 في الولاية، وارتفع عدد لإصابات إلى 114.
أقر المحافظ إدواردز أن عدد الحالات ارتفع إلى 136 بحلول ظهر ذاك اليوم، وبحدوث الوفاة الثالثة نتيجة الإصابة بالفيروس.

#### 17 مارس
في 17 مارس الذي يصادف يوم القديس باتريك، أَضيفت 60 حالةً جديدة إلى قائمة المصابين في لويزيانا، ووصل إجمالي الحالات الإيجابية التراكمي إلى 196 حالة. أبلغت وزارة الصحة في لويزيانا عن حدوث الوفاة الرابعة في الولاية، وهو القاضي جيمس كاريير ذو الثمانين عامًا، والذي أصبح ثاني المتوفين بسبب فيروس كورونا في دار لامبيث هاوس للمسنين في حي نيو أورلينز.
قدر تحليل بيانات فيروس كورونا الذي أجرته قناة دبليو في يو إف فوكس 8 ومركز ميشيل آي. آرنولت للصحافة الاستقصائية في جامعة إنديانا أنه بحلول 17 مارس ستصبح أبرشية أورلينز ثاني أعلى أبرشية من حيث عدد الحالات بين المقاطعات أو الأبرشيات نسبة للأفراد في البلاد، ولا تتخطاها سوى مقاطعة ويستتشستر في نيويورك، وإضافةً إلى ذلك، وُجد أن مدينة نيو أورلينز الكبرى تملك ثاني أعلى معدل إصابات في المدن الكبرى لكل 100,000 شخص، وتأتي بعد مدينة سياتل-تاكوما الكبرى في واشنطن.
أعلن المسؤولون عن مهرجان الجاز والتراث في نيو أورلينز عن تأجيل المهرجان الذي خُطط لعقده مدة أسبوعين من أواخر أبريل حتى أوائل مايو حتى الخريف. وقد أجل المنظمون المهرجان بذريعة الالتزام بإجراءات التقييد التي طبقتها مدينة نيو أورلينز وولاية لويزيانا، وحرصًا على «صحة وسلامة المجتمع والموسيقيين ومحبي المهرجانات والمشاركين والرعاة والطاقم» ونصحوا الجميع أن «يتبعوا التعليمات والبروتوكولات» التي وضعها المسؤولون.
رغم عدم إعلان التاريخ الجديد للمهرجان، ستحتفظ البطاقات المباعة بقيمتها حتى الخريف.

#### 18-19 مارس
بحلول 18 مارس، تخطى عدد الحالات الإيجابية في لويزيانا 200 حالة، وسُجلت ثلاث وفيات جديدة في 18 مارس، ما رفع حصيلة الوفيات في الولاية إلى 7. كان أحد المتوفين الثلاث في ذاك اليوم رجلًا بعمر 72 عامًا من مقاطعة جيفرسون، وهو أول وفاة خارج أبرشية أورلينز. كانت الوفاة الثانية المسجلة في 18 مارس للطبيب النفسي تشارلز رودني سميث البالغ 92 عامًا، وهو ثالث شخص يتوفى في جمعية لامبيث هاوس للمسنين في حي نيو أورلينز.
أعلنت وزارة الصحة في لويزيانا عن إيجابية 84 حالة جديدة في 18 مارس، ما يرفع عدد الحالات الإيجابية التراكمي في الولاية إلى 280، من بينهم 196 حالة في أبرشية أورلينز وحدها.
في بداية التاسع عشر من مارس، أعلن المحافظ إدواردز عن ارتفاع عدد الحالات إلى 347، مع تركز أغلبها في أبرشيتي أوريلينز وجيفرسون. أُكدت إصابة أولى الحالات في كل من مقاطعة ويست باتون روغ ولافاييت وبلاكيماينز، وأعلنت أبرشية سانت جيمس عن حالتها الأولى التي أصبحت أيضًا ثامن وفاة في الولاية، وأول وفاة خارج نيو أورلينز وجيفرسون.
أعلن سين بيتون المدرب الرئيسي لفريق نيو أورليانز سينتس إصابته بفيروس كورونا، ليكون أول عضو مصاب في منظمة الدوري الوطني لكرة القدم الأمريكية. ارتفع عدد الحالات الإيجابية في التحديث المسائي لوزارة الصحة في لويزيانا إلى 392 وعدد الوفيات إلى 10، وظهرت حالات إيجابية جديدة في مقاطعات أسومبتيون وكالكاسيو وإيبيريا وإبيرفيل وليفينغستون ورابيدز وسانت لاندري ووبستر، ما رفع عدد الأبرشيات التي تحوي إصابات من 17 إلى 25. أُبلغ عن إحدى الحالات في أبرشية أكاديا لكن أُعادت وزارة الصحة في لويزيانا تصنيفها.
أُعلن عن حالتي وفاة في نيو أورلينز، ما رفع عدد الوفيات في أبرشية المدينة وحدها إلى 8. أعلن المحافظ إدواردز في مؤتمر صحفي أن عدد السكان الذين توفوا في دار لامبيث هاوس في نيو أورلينز ارتفع إلى 5.

#### 20-23 مارس
في 20 مارس، ارتفع العدد الإجمالي للحالات إلى 537.
أعلنت أبرشية جيفرسون في 20 مارس عن تعليق عمليات جمع القمامة عن الرصيف لإعادة تدويرها حفاظًا على سلامة العمال في هذا القطاع. زادت وزارة الصحة في لويزيانا عدد الحالات إلى 763 في 21 مارس، وأعلنت عن 6 وفيات إضافية، وارتفعت حصيلة الوفيات الكلية في الولاية إلى 20.
بحلول المساء، حوت أكثر من نصف أبرشيات الولاية حالةً واحدةً على الأقل، وتركزت أغلب الحالات في أبرشية أورلينز التي وصل عدد الإصابات فيها إلى 418 مع 15 وفاة. حظيت أبرشية جيفرسون بثاني أعلى عدد من الإصابات التي بلغت 166 حالة، يتبعها في المرتبة الثالثة أبرشية سانت تاماني بعدد يبلغ 22 حالة.
في 22 من مارس، ارتفع عدد الإصابات إلى 837 حالة على امتداد الولاية، وأعلن محافظ لويزيانا أوامر البقاء في المنزل على مستوى الولاية، على أن يستمر تطبيقها حتى 12 أبريل.
أعلنت وزارة الصحة في لويزيانا أنها ستحدث تعداد الحالات الجديدة مرة واحدةً يوميًا في الساعة 12:00 مساءً وفق التوقيت الصيفي بدلًا من طريقتها السابقة في إعلان الحالات مرتين في اليوم في الساعة 9:30 صباحًا و 5:30 مساءً وفق التوقيت الصيفي. دخل هذا التغيير حيز التنفيذ في منتصف يوم 22 مارس ما فسر تباطؤ تزايد الحالات في ذلك النهار وتسارعها بنسبة 40% في اليوم التالي.
ارتفع عدد الإصابات في لويزيانا إلى 1,172 في 23 مارس.
أعلنت أبرشية نيو أورلينز الرومانية الكاثوليكية أن رئيس الأساقفة غريغوري آيموند أُصيب بفيروس كورونا في 23 مارس. صرح رئيس الأساقفة الذي يبلغ 70 عامًا أنه شعر بالمرض وفحص أعراضه، وقال إنه سيستمر في نشر استبصاراته عن الأزمة على الفيسبوك وموقع الأبرشية.

#### 24 مارس
قال المحافظ إدواردز في مؤتمر صحفي إنه لم تشف أي حالة من بين 1,388 حالة مؤكدة، وعلاوةً على ذلك، هناك 271 مصابًا مستضافًا في المستشفى في لويزيانا، و94 منهم على جهاز التنفس الاصطناعي.
وفقًا للمحافظ، هناك 923 جهاز تهوية في أنحاء الولاية، يشغل مرضى فيروس كورونا 10% منها.
أعلنت خدمات البيئة الساحلية التي تتعهد عملية جمع القمامة وإعادة التدوير في أبرشية سانت تاماني أنها ستعلق عملية جمع القمامة عن الرصيف في أنحاء الأبرشية في 24 مارس، على أن يستمر جمع القمامة بشكل طبيعي وتفريغ جميع حاويات إعادة التدويرالموضوعة على الرصيف في القمامة.
طلب المحافظ إدواردز إعلان كارثة والحصول على المساعدة الفيدرالية في الولاية، متوقعًا أن مشافي نيو أورلينز ستتخطى قدرة استيعابها على استقبال المرضى في 4 أبريل.

#### 25 مارس
حذر المحافظ إدواردز من نفاد أجهزة التنفس الاصطناعي في نيو أورلينز بحلول الأسبوع الأول من أبريل. وزعت الولاية 100 جهاز وترقبت وصول 200 جهاز إضافي في وقت قريب، لكنها كانت تحتاج 600 جهاز آخر. بلغت المحصلة 1,795 حالة و65 وفاة.

#### 27 مارس
وسع محافظ فلوريدا رون ديسانتيس الأوامر السابقة التي تفرض على المسافرين على الخطوط الجوية من مدينة نيويرك أن يعزلوا أنفسهم مدة 14 يوم لتشمل الذين يدخلون من لويزيانا عبر الطريق السريع رقم 10 بين الولايات.

#### 31 مارس
أعلن المحافظ جون بيل إدواردز عن تضاعف عدد مرضى كوفيد-19 الموضوعين على أجهزة التنفس الاصطناعي في الأيام الخمسة الماضية. شهدت الولاية أيضًا موجةً من الإصابات يتجاوز عددها 1,200، ما زاد إجمالي تعداد المصابين في الولاية إلى 5,200. توفي 239 شخصًا من بينهم 54 حالةً حديثةً. صدرت أوامر البقاء في المنزل على مستوى الولاية حتى 30 أبريل على الأقل.

### أبريل
بلغ معدل الوفاة في نيو أورلينز بين المصابين بكوفيد-19 ضعف معدل الوفاة في مدينة نيويورك وأربعة أضعاف المعدل في سياتل. يلقي مسؤولو الصحة اللوم على انتشار البدانة والداء السكري وارتفاع الضغط بين السكان.
في الرابع من أبريل أفاد تقرير أن أبرشية المعمدان سانت جون «تحظى بأعلى معدل وفيات بفيروس كورونا في البلاد».
في 13 أبريل، بدأ موظفو جامعة ولاية لويزيانا (إل إس يو) بإنتاج كميات كبيرة من معدات الحماية الشخصية لطاقم العمال الطبيين الأساسيين.
بحلول 22 أبريل، تجاوز عدد المصابين بفيروس كورونا 2,400 حالة مع ما يقارب 500 وفاة بين البالغين المقيمين في منشآت الرعاية الصحية التي تشمل دور تمريض منتشرة في أنحاء لويزيانا.

### مايو
في الخامس من مايو، أضرب عمال الصرف الصحي في نيو أورلينز بسبب نقص المعدات الواقية وبدل الخطر.
في 15 مايو، رفع المحافظ إدواردز أوامر البقاء في المنزل سامحًا باستئناف الأعمال.
في 20 مايو، أُعيد افتتاح كل المنشآت العامة في أبرشية المدينة مع اتباع إرشادات وقائية صارمة.
في 21 مايو، أعلنت وزارة الصحة في لويزيانا عن إبلاغها عن 1188 حالة جديدة، كانت 62% منها قادمةً من مخابر تبلغ عن وجود حالات للمرة الأولى. يعكس هذا انتشار الحالات بأعداد تقارب الحالات المسجلة في 25 مارس 2020.
في 26 مايو، أبلغت وزارة الصحة في لويزيانا عن ظهور 245 حالة إيجابية و11 وفاة جديدة.
في 27 مايو، أعلن المحافظ إيدواردز عن حدوث 13 إصابةً ووفاةً واحدةً نتيجة المتلازمة الالتهابية متعددة الأجهزة (إن آي إس – سي). هناك ارتباط بين إصابة الأطفال بمرض كوفيد-19 وهذه المتلازمة.

### يونيو
في الأول من يونيو، شهدت لافاييت أعلى متوسط تسجيل إصابات إيجابية بمرض كوفيد-19 خلال سبعة أيام منذ أبريل، إذ سُجلت 119 حالةً جديدةً خلال الأيام السبع السابقة. ظهرت نتائج تحليل فيروس كورونا إيجابية عند عدة موظفين في مصنع إنتاج شركة ألبان بوردن ومصانع إنتاج الجراد البحري في أبرشية أكاديا.

## استجابة الحكومة
أعلن المحافظ إدواردز أن المدارس ستغلق حتى 13 أبريل، ووقّع أيضًا على أمر تنفيذي في 13 مارس بتأجيل جميع انتخابات لويزيانا في شهري أبريل ومايو، بما في ذلك الانتخابات التمهيدية الديمقراطية في لويزيانا، حتى يونيو ويوليو على التوالي. من المتوقع أن تعقد الانتخابات التمهيدية الرئاسية في 20 يونيو 2020.
أعلن عمدة نيو أورليانز لاتويا سينترل إغلاق محاكم المرور وقضاء الصلح في نيو أورليانز في 15 مارس، كبداية سريعة ستستمر لمدة 30 يومًا. وأعلن العمدة إغلاق مكتبات نيو أورليانز العامة اعتبارًا من 16 مارس. في 15 مارس، أصدر العمدة كانترل توجيهات حول البارات والمطاعم أيضًا، إذ يجب على المطاعم ذات الخدمة الكاملة أن تغلق في تمام الساعة 9:00 مساءً، وأن تستوعب المطاعم 50 بالمئة فقط من قدرتها الاستيعابية بهدف تحقيق التباعد الجسدي. إضافة لذلك، يمكن لمطاعم الخدمة السريعة أو الوجبات السريعة أن تعمل فقط من خلال خدمات الإيصال، لكن يُسمح لها بتمديد ساعات العمل إلى 24 ساعة إذا لزم الأمر. من المطلوب أيضًا من الحانات والنوادي الليلية أن تلتزم بـ 50 بالمئة فقط من سعتها، والإعلان عن أن الطلب الأخير لا يكون بعد الساعة 11:15 مساءً، وإغلاقها وإخلائها بحلول منتصف الليل كل ليلة.
محليًا، أدلى عمدة سليدل جريج كرومر ببيان في 14 مارس بخطاب موضحًا من خلاله قرار إغلاق المدارس الحكومية وحالة الطوارئ التي أعلنها المحافظ إدواردز سابقًا. وأعلن العمدة كرومر عن إغلاق مركز سلايدل الثقافي، وإلغاء المهرجان الثقافي المسائي لمدينة سلايدل للفنون، وإعادة جدولة سلسلة الحفلات الموسيقية بايو جام في حديقة التراث. وأكد من جديد أن متحف سليدل ومتحف سليدل ماردي غرا سيبقيان مفتوحين.
في 16 مارس، أصدر الحاكم إدواردز أمرًا تنفيذيًا على مستوى الولاية يحظر التجمعات العامة لأكثر من 50 شخصًا، وأمر بإغلاق الحانات وممرات البولينج وألعاب الكازينو (بما في ذلك الكازينوهات وبوكر الفيديو) ومرافق اللياقة البدنية وصالات السينما من 17 مارس حتى 13 أبريل. سُمح للمطاعم بخدمات الطلبات الخارجية والتوصيل فقط.
في 22 مارس، أعلن الحاكم إدواردز عن أن فرض البقاء في المنزل سارٍ على مستوى الولاية حتى 12 أبريل في مؤتمر صحفي. في 31 مارس مُدّد الأمر حتى 30 أبريل على الأقل.
في 26 مارس، انتقد العمدة كانتريل رد إدارة ترامب المبكر على الوباء، واعترفت بأنها كانت ستلغي احتفالات ماردي غرا في نيو أورليانز لو أنها زُوّدت بالمعلومات الكافية من السلطات الفيدرالية حول المخاطر المحتملة. وأوضحت أنه «لم يحذرنا، أو يخبرنا أحد حتى»، وبأنه «لو استجابت الحكومة وأخبرتنا أنه من المحتمل أن نكون مقبلين على حدوث أزمة للوباء القادم إلى الولايات المتحدة كان ذلك سيغير كل شيء. لكن ذلك لم يحدث».
بالاشتراك مع وزارة الصحة في لويزيانا وضع المحافظ إدواردز في 8 مايو خطة لتوظيف 700 شخص من سكان لويزيانا كمتتبعين للتواصل، يجرون مقابلات وينصحون أولئك الذين ثبتت إصابتهم بـكوفيد-19 بالتأكد من وجود أشخاص آخرين تحت خطر الإصابة بالفيروس. اعترف وزيرة صحة لويزيانا الدكتورة كورتني فيليبس، بأن هذا الإجراء لن ينجح إلا إذا عزل الأشخاص الذين عُرف أنهم تحت خطر الإصابة أنفسهم ذاتيًا.

## التأثير على الرياضات
في 12 مارس، أعلن الاتحاد الوطني لكرة السلة (إن بي أي) أنه سيعلّق الموسم لمدة 30 يومًا على الأقل، مما أثّر على موسم نيو أورليانز بيليكانز. وألغت الرابطة الوطنية لرياضة الجامعات جميع البطولات المتبقية لها للعام الدراسي، بما في ذلك الجزء الأول من بطولة كرة السلة للسيدات لعام 2020، والتي كان من المقرر أن تستضيف نيو أورليانز نهائيها الرابع للسيدات. ألغت جمعية لويزيانا لألعاب قوى المدارس الثانوية جميع الأحداث طوال فترة انتشار الفيروس، وربما لبقية الفصل والموسم.
في 19 مارس، أعلن مدرب نيو أورليانز ساينتس شون بايتون أن نتيجة اختباره بالإصابة بفيروس كوفيد-19 كانت إيجابية. ذكر بايتون في تغريدة أنه شعر بالمرض في 15 مارس وأجرى الاختبار في اليوم التالي. كان أول عضو في الدوري الوطني لكرة القدم الأمريكية تؤكّد إصابته بالفيروس.
في 20 مايو ناقشت الرابطة الوطنية للكلية الرياضية وصوتت لإنهاء الوقف الاختياري للممارسات الطوعية لكرة القدم وكرة السلة للرجال والسيدات في حرم الكلية. يعني هذا القرار أنه يمكن للرياضيين الطلاب في جامعة ولاية لويزيانا العودة إلى الحرم الجامعي إذا كانوا قادرين وإذا التزموا باللوائح المحلية والتنظيمية.

## الإحصائيات
خطأ لوا في وحدة:Medical_cases_chart/data على السطر 96: attempt to index local 'record' (a nil value).
نشرت جامعة لويزيانا في لافاييت دراسة وجدت أنه خلال 14 يومًا من الإبلاغ عن حالتها الأولى، كان معدل نمو الحالات الجديدة للإصابة بالفيروس في الولاية حوالي 67.8%، متجاوزًا معدل النمو في نيويورك بنسبة 66.1 لنيويورك في فترة مماثلة، ويعتقد أنه أسرع معدل من الحالات في مثل هذه الفترة في العالم. ولوحظ بشكل واضح ارتفاع عدد الحالات في نيو أورلينز. اقترحت الأستاذة المشاركة من جامعة ولاية لويزيانا سوزان ستريف بورجوي أنه من الممكن أن تكون احتفالات ماردي غرا في المدينة أحد أهم العوامل التي سرّعت من انتشارها؛ لأنها تجذب عددًا كبيرًا من التجمعات العامة والسياحة الدولية، وحدثت قبل الإجراءات التشديدية الواسعة بشأن انتشار الفيروس التي ظهرت في مارس.
أثرت التركيبة السكانية للولاية أيضًا على انتشار الفيروس السريع، بما في ذلك عدد السكان الأمريكيين من أصل أفريقي الكبير (وهي مجموعة شهدت تأثيرًا غير متناسب في أجزاء أخرى من البلاد أيضًا). في 6 أبريل، كشفت الأرقام التي أصدرتها وزارة الصحة في لويزيانا أن حوالي 70% من وفيات كوفيد-19 في الولاية في ذلك الوقت كانت بين الأمريكيين الأفارقة. على الرغم من أنهم يمثلون فقط 33% من إجمالي عدد سكان الولاية، فإن غالبية السكان في نيو أورليانز هم من أصل إفريقي. اعتبارًا من 18 مايو، شكل الأمريكيون الأفارقة حوالي 55% من إجمالي حالات وفيات كوفيد-19، وشكل القوقازيون ما يقارب 43%، وشكّل الهنود الأمريكيون/هنود ألاسكا، والآسيويون، وسكان هاواي الأصليون/جزر المحيط الهادئ، وأعراق أخرى/غير معروفة أقل من 1% من إجمالي الوفيات لكل منها. شهدت المناطق الصناعية في الولاية أعدادًا كبيرة من الوفيات، بما في ذلك أبرشية سانت جون المعمدانية (التي شهدت أعلى نسبة وفاة لكل فرد في البلاد)، وأبرشية النهر بين نيو أورليانز وباتون روج المعروفة بشكل متداول باسم «زقاق السرطان».